# Il neigeait
Il neigeait est un roman de Patrick Rambaud publié en 2000. Il fait suite à La Bataille, paru en 1997, qui a remporté le Grand prix du roman de l'Académie française et le prix Goncourt. Fasciné par les campagnes de Napoléon Ier, Patrick Rambaud décrivait dans La Bataille la sanglante bataille d'Essling, massacre inutile, aucun des deux camps ne remportant une réelle victoire. Avec Il neigeait, Patrick Rambaud raconte l'une des plus grandes défaites de Napoléon : la Prise de Moscou par les Français, l'incendie gigantesque qui les oblige à l'évacuer, et la retraite de Russie où Napoléon perd toute son armée.

## Résumé
En 1812, la France agrandie compte 130 départements (incluant le Benelux et l'Italie). La Russie rompt l'alliance avec la France et en juin, 500 000 Français y entrent. Les habitants y ont caché leurs provisions et empoisonné l'eau. Beaucoup de Français meurent. Dans Moscou, ils ne trouvent que quelques compatriotes et pas de nourriture. Ils s'y installent mais les Russes l'incendient. Les Français fuient mais Napoléon ne veut pas repartir. Alors qu'ils traversent le fleuve Bérézina sous la neige, les Russes massacrent les moins de 100 000 hommes restants. Napoléon rentre à Paris. En 1813, une nouvelle armée va affronter la coalition russo-prussienne.